# Phim 4D

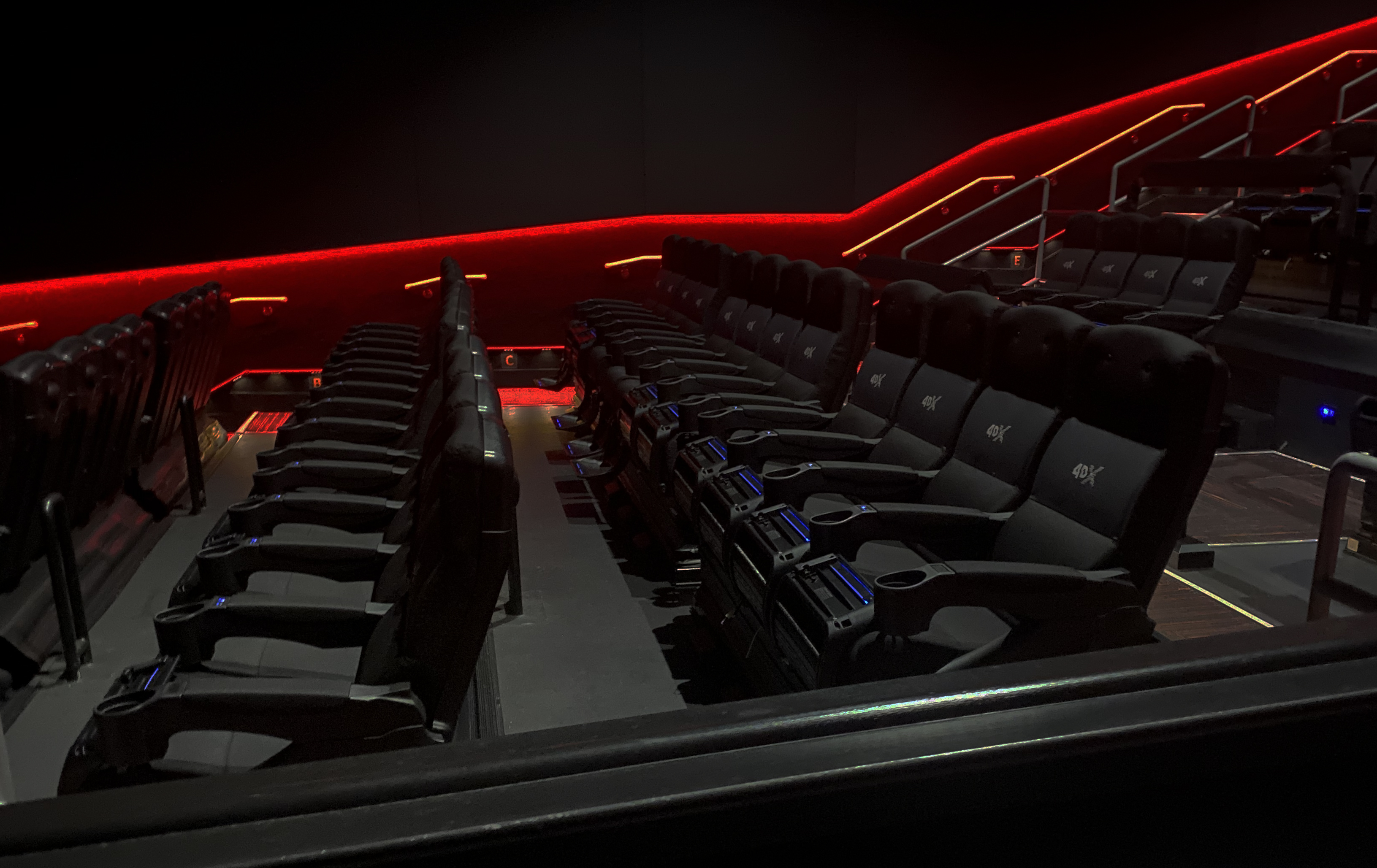
Rạp chiếu phim 4D với ghế ngồi tăng cường chuyển động và công nghệ khứu giác, đa giác quan.

Phim 4D là một hệ thống trình chiếu đa giác quan công nghệ cao kết hợp hình ảnh chuyển động với các hiệu ứng vật lý được đồng bộ hóa và diễn ra trong rạp chiếu phim. Các hiệu ứng được mô phỏng trong phim 4D bao gồm chuyển động, độ rung, mùi hương, mưa, sương mù, bong bóng, làm mờ, khói, gió, thay đổi nhiệt độ và đèn nhấp nháy. Ghế nâng cao tại các địa điểm chiếu phim 4D sẽ rung và di chuyển theo các đa giác quan này. Hiệu ứng phổ biến khác còn bao gồm tia khí và tia nước. Hiệu ứng thính phòng có thể bao gồm khói, mưa, tia sét, bong bóng và mùi hương. Phim 4D xuất hiện hầu như ở mọi thị trường lớn trên toàn cầu.
Các rạp chiếu phim 4D di động đa quốc gia có thể bao gồm các địa điểm như Cinetransformer. Tính đến năm 2022, phim 4D đã được trình chiếu tại hơn 65 quốc gia. Các trình chiếu ngắn 4D cũng xuất hiện trong các công viên giải trí.

## Lịch sử
Tiền thân của trình chiếu phim 4D hiện đại bao gồm Sensurround được ra mắt vào năm 1974 với bộ phim Earthquake. Chỉ có một vài bộ phim được trình chiếu bên trong Sensurround và nó đã nhanh chóng được thay thế bởi Dolby Stereo vào năm 1977 với tính năng mở rộng tần số thấp đã làm cho loa siêu trầm trở thành một điều phổ biến trong các rạp chiếu phim. Những nỗ lực đáng chú ý trong việc nâng cao trải nghiệm xem phim phải kể đến Fantasound khi lần đầu tiên sử dụng âm thanh nổi; Cinemiracle và Cinerama với định dạng màn ảnh rộng sử dụng nhiều máy chiếu.
Vào năm 1984, The Sensorium đã xuất hiện và nó được coi là bộ phim 4D thương mại đầu tiên trên thế giới và được trình chiếu lần đầu tiên tại Nhà máy điện Six Flags ở Baltimore. Bộ phim được sản xuất với sự hợp tác của Landmark Entertainment.
Hiện nay, các công nghệ 4D đã phát triển với 4DX, D-Box Technologies và Mediamation được tích hợp trong các rạp chiếu phim.

## Các định dạng 4D
Sau đây là các định dạng 4D được phát triển cho các rạp chiếu phim truyền thống:
| Định dạng                           | Nhà phát triển     | Định dạng 3D      | Ghế động | Hiệu ứng | Ghi chú                                               | Ref    |
| ----------------------------------- | ------------------ | ----------------- | -------- | --- | ----------------------------------------------------- | ------ |
| 4DX                                 | CJ 4D Plex         | Kỹ thuật nhìn nổi | Có       | Chuyển động, rung động, mùi hương/khứu giác, tia nước, gió/không khí, tuyết, sương mù, ánh sáng nhấp nháy, tia chớp, bong bóng | Cineworld, Cinépolis                                  |        |
| D-Box                               | D-Box Technologies | Kỹ thuật nhìn nổi | Có       | Chuyển động, rung động | Cinemark                                              |        |
| MX4D                                | MediaMation        | Kỹ thuật nhìn nổi | Có       | Chuyển động, rung động, mùi hương/khứu giác, tia nước, gió/không khí, tuyết, sương mù, ánh sáng nhấp nháy, tia chớp, bong bóng | Paramount, Showcase                                   | [ 10 ] |
| 4D E-Motion                         | Lumma              | Kỹ thuật nhìn nổi | Có       | Chuyển động, rung động, mùi hương/khứu giác, tia nước, không khí, gió, ánh sáng nhấp nháy, đèn màu, sương mù, bong bóng, tuyết |                                                       |        |
| (Không được nhà phát triển đặt tên) | Red Rover          | Kỹ thuật nhìn nổi | Có       | Chuyển động, tia nước, gió/không khí, mùi hương/khứu giác, sương mù, ánh sáng nhấp nháy, bong bóng                             | Được đặt tên là Super 4D trong hệ thống Lotte Cinema. |        |